# Xot de Xipre
El xot de Xipre (Otus cyprius) és una espècie d'ocell de la família dels estrígids (Strigidae). És endèmic de l'illa de Xipre, a la mar Egea. El seu estat de conservació es considera de risc mínim.
Ha estat considerada una subespècie del xot eurasiàtic (Otus scops)